# Ribnik
Ribnik és un municipi del comtat de Karlovac (Croàcia).